# Алпатов, Владимир Михайлович
Влади́мир Миха́йлович Алпа́тов (род. 17 апреля 1945) — советский и российский лингвист, доктор филологических наук (1983), академик РАН (2019; член-корреспондент РАН по Отделению историко-филологических наук с 2008). Автор более 200 работ по лингвистике, прежде всего по японистике и истории языкознания.

## Биография
Родился в семье историка и писателя М. А. Алпатова и историка-византиниста З. В. Удальцовой.
Окончил отделение теоретической и прикладной лингвистики филологического факультета МГУ в 1968 году.
В 1971 году защитил в Институте востоковедения АН СССР кандидатскую диссертацию на тему «Грамматическая система форм вежливости современного японского литературного языка». С 1972 года работал в Институте востоковедения АН СССР/РАН, в том числе длительное время — в должности заместителя директора. В 1983 году защитил докторскую диссертацию «Проблемы морфемы и слова в современном японском языке».
C 29 мая 2008 года — член-корреспондент Российской академии наук по отделению историко-филологических наук.
28 апреля 2012 года на общем собрании Института языкознания РАН большинством голосов избран директором этого института, находился в должности один пятилетний срок (до 2017 года).
C 1993 года читает в МГУ (ОТиПЛ) и РГГУ курс «История лингвистических учений».

## Научная деятельность
Изучает восточные языки (в особенности японский), участвовал в работе над коллективной монографией «Части речи. Теория и типология» (М., 1990). В его кандидатской и докторской диссертациях материал японского языка используется для постановки более общих теоретических вопросов о природе слова и морфемы, грамматической категории, агглютинации и некоторых других известных проблем общей морфологии и теории грамматики.
К важнейшей части научных интересов В. М. Алпатова относится история языкознания (особенно русского). В этой области он является одним из ведущих специалистов России. Он автор выдержавшего несколько переизданий учебного пособия по истории лингвистических учений, охватывающего в кратких очерках эпоху от зарождения первых лингвистических знаний до середины XX столетия. Не менее существенны исследования В. М. Алпатова по истории российской лингвистики советского периода: ему принадлежат монографии о лингвистических взглядах М. М. Бахтина и В. Н. Волошинова, о судьбах славистов и тюркологов в эпоху большого террора (совместно с Ф. Д. Ашниным) и, наконец, о личности Н. Я. Марра и судьбе его «нового учения о языке». Работы В. М. Алпатова по истории науки, рассчитанные на достаточно широкий круг читателей, играют важную общественную и публицистическую роль, отстаивая позиции научного мировоззрения.
Среди трудов учёного немалое место занимают и исследования по социолингвистике, касающиеся языковой ситуации в Японии, а также языковой политики в СССР на разных этапах его существования. Он также автор научно-популярных книг о Японии.

## Основные работы
- Категории вежливости в современном японском языке. М.: Наука, 1973. 107 с. (Изд. 2-е. М.: УРСС, 2006. 146 с. Изд. 3-е. М.: УРСС: Либроком, 2009. 145 с. Изд. 4-е. М.: УРСС, 2011. 145 с.)
- Структура грамматических единиц в современном японском языке. М.: Наука, 1979. 149 с.
- Япония: язык и общество. М.: Наука, 1988. 136 с. (Изд. 2-е, дополненное. М.: Муравей, 2003. 208 с.)
- Методические указания по курсу «Лексикология японского языка». Владивосток: ДВГУ, 1981. 48 с.
- Изучение японского языка в России и СССР. М.: Наука, 1988. 189 с. ISBN 5-02-016611-1.
- Теоретическая грамматика японского языка. Учебное пособие. М.: Военный институт МО СССР, 1988.
- История одного мифа. Марр и марризм. М.: Наука, 1991. 240 с. ISBN 5-02-017117-4 (Изд. 2-е, дополненное. М.: УРСС, 2004. 284 с.)
- «Дело славистов»: 30-е годы. М.: Наследие, 1994. 284 с. (с Ф. Д. Ашниным)
- Николай-Николас Поппе. М.: Восточная литература, 1996. 144 с. ISBN 5-02-017880-2.
- 150 языков и политика: 1917—1997. Социолингвистические проблемы СССР и постсоветского пространства. М.: Институт востоковедения РАН. 1997. 192 с. ISBN 5-89282-022-X (Изд. 2-е, дополненное (…1917—2000). М.: Крафт + Институт востоковедения РАН, 2000. 224 с.)
- История лингвистических учений. Учебное пособие. М.: Языки русской культуры, 1998. 367 с. ISBN 5-7859-0049-1 (Изд. 2-е. М., 1999. 367 с. Изд. 3-е, исправленное и дополненное. М., 2001. 367 с. Изд. 4-е. М.: Языки славянской культуры, 2005. 367 с.)
- Грамматика японского языка: Введение. Фонология. Супрафонология. Морфонология. М.: Восточная литература, 2000. 149 с. (в соавт. с И. Ф. Вардулем, С. А. Старостиным) ISBN 5-02-018138-2.
- Москва лингвистическая / Научный совет Российской Академии наук по изучению и охране культурного и природного наследия. — М.: Изд-во Института иностранных языков, 2001. — 104 с. — (Природное и культурное наследие Москвы). — 500 экз. — ISBN 5-88966-028-4.
- Репрессированная тюркология. М.: Восточная литература, 2002. 296 с. (в соавт. с Ф. Д. Ашниным и Д. М. Насиловым) ISBN 5-02-018338-5.
- Волошинов, Бахтин и лингвистика. М.: Языки славянской культуры, 2005. 432 с. ISBN 5-9551-0074-1.
- Япония: язык и культура. М.: Языки славянских культур, 2008. 206 с. ISBN 978-5-9551-0273-3.
- Теоретическая грамматика японского языка: В 2-х кн. М.: Наталис, 2008. (в соавт. с П. М. Аркадьевым и В. И. Подлесской) ISBN 978-5-8062-0291-9, ISBN 978-5-8062-0293-3.
- Языковеды, востоковеды, историки. — М., 2012. — 374 с. — ISBN 978-5-9551-0515-4.(Рец.: Красухин К. Г. Столетие отечественной науки: Размышления по поводу книги В. М. Алпатова «Востоковеды. Языковеды. Историки»// Известия РАН. Серия литературы и языка. 2014. Т. 67, № 4, с. 168—184)
- Языкознание. От Аристотеля до компьютерной лингвистики. — М.: Альпина  Нон-фикшн, 2018. — 253 с. — ISBN 978-5-91671-804-1.
- Слово и части речи / Рос. акад. наук, Ин-т востоковедения. — М.: ЯСК, 2018. — 255 с.
- Жизнь лингвиста: воспоминания. — Чебоксары: ЦНС «Интерактив плюс», 2023. — 216 с. ISBN 978-5-6049492-0-7

## О нём
- Никитин О. В. Академик В. М. Алпатов и его лингвистические взгляды в контексте научных поисков и открытий XX—XXI вв. // Научный результат. Вопросы теоретической и прикладной лингвистики. 2025. Том 11, вып. 1.
- Никитин О. В. Человек-энциклопедия. Беседы о лингвистике и не только с академиком В. М. Алпатовым // Российский социально-гуманитарный журнал. 2025. № 1.
- Фрумкина Р. М. Наша Geistesgeschichte в лицах и эпизодах (Рецензия на книгу «Волошинов, Бахтин и лингвистика») // Новое литературное обозрение. 2005. № 3.